# Premios de la Copa Mundial de Fútbol
Los premios de la Copa Mundial de Fútbol son diversos reconocimientos que entrega la organización de este evento de acuerdo con la participación de los equipos y jugadores en cada uno de los torneos realizados desde 1930 cada cuatro años.

## Premios
El equipo que logra coronarse como campeón recibe el Trofeo de la Copa Mundial de Fútbol y su custodia durante cuatro años, el equipo además recibe una réplica del mismo y su nombre se graba en la base del original.
Adicionalmente, el Grupo de Estudio Técnico de la FIFA, encargado de analizar y presentar estadísticas e información de la Copa Mundial, entrega cinco premios oficiales al finalizar el torneo:
- El Balón de Oro, entregado desde 1982 al mejor jugador del torneo.
- La Bota de Oro, entregada desde 1982 al máximo goleador del torneo.
- El Guante de Oro, entregado desde 1994 al mejor guardameta del torneo.
- El premio al Mejor Jugador Joven, entregado desde 2006 al mejor jugador menor de 21 años del torneo.
- El Premio al Juego Limpio, oficialmente Trofeo Fair Play de la FIFA, entregado desde 1970 al equipo de la segunda fase con mejor récord disciplinario.

Además, se entregan tres premios por votación popular, uno durante el desarrollo del Mundial y dos tras el fin de este:
- El Premio al Jugador del Partido, entregado desde 2002 al jugador con mejor desempeño en cada uno de los partidos del torneo.
- El Gol del Torneo, entregado desde 2006 al gol más espectacular del torneo.
- El Premio al Equipo Más Entretenido, entregado desde 1994 al equipo que ha generado mayor entretenimiento a los espectadores.

Entre 1994 y 2006, el Equipo de Estudio Técnico de la FIFA también entregó un Equipo de las Estrellas, que incluía a los mejores jugadores de todo el Mundial; en la actualidad se presenta un equipo por votación popular y otro estadístico creado por los patrocinadores de la FIFA, aunque esta no les considera como galardones oficiales.

## Balón de Oro

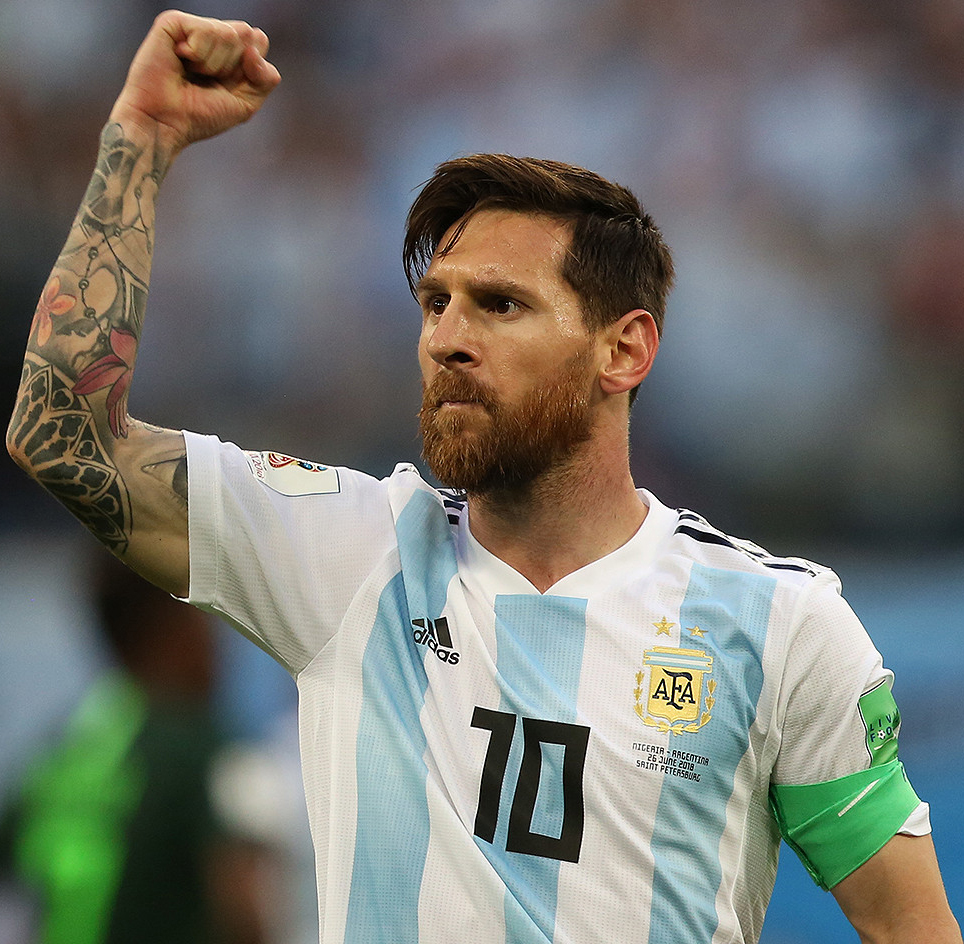
Lionel Messi, capitán de la selección de fútbol de Argentina, único jugador en ganar el premio dos veces (2014, 2022).

El Balón de Oro, llamado «Balón de Oro de Adidas» por motivos de patrocinio, es el premio que se otorga al mejor jugador de cada edición de la Copa Mundial. Durante la realización del campeonato, el Grupo de Estudio Técnico de la FIFA crea una lista con algunos jugadores destacados de este, posteriormente, los representantes de la prensa especializada votan a los mejores de ella. El premio se entrega al que haya obtenido más votos, mientras que aquellos que queden segundo y tercero se les entrega el Balón de Plata y el Balón de Bronce, respectivamente. El premio fue entregado por primera vez en la Copa Mundial de Fútbol de 1982, siendo patrocinado en ese entonces por Adidas y France Football.

### Premio oficial
| Copa Mundial             | Balón de Oro        | Balón de Plata    | Balón de Bronce       |
| ------------------------ | ------------------- | ----------------- | --------------------- |
| España 1982              | Paolo Rossi         | Falcão            | Karl-Heinz Rummenigge |
| México 1986              | Diego Maradona      | Harald Schumacher | Preben Elkjær         |
| Italia 1990              | Salvatore Schillaci | Lothar Matthäus   | Diego Maradona        |
| Estados Unidos 1994      | Romário             | Roberto Baggio    | Hristo Stoichkov      |
| Francia 1998             | Ronaldo             | Davor Šuker       | Lilian Thuram         |
| Corea del Sur/Japón 2002 | Oliver Kahn         | Ronaldo           | Hong Myung-bo         |
| Alemania 2006            | Zinedine Zidane     | Fabio Cannavaro   | Andrea Pirlo          |
| Sudáfrica 2010           | Diego Forlán        | Wesley Sneijder   | David Villa           |
| Brasil 2014              | Lionel Messi        | Thomas Müller     | Arjen Robben          |
| Rusia 2018               | Luka Modrić         | Eden Hazard       | Antoine Griezmann     |
| Catar 2022               | Lionel Messi        | Kylian Mbappé     | Luka Modrić           |

| País          | Oro | Plata | Bronce | Total |
| ------------- | --- | ----- | ------ | ----- |
| Argentina     | 3   | 0     | 1      | 4     |
| Italia        | 2   | 2     | 1      | 5     |
| Brasil        | 2   | 2     | 0      | 4     |
| Alemania      | 1   | 3     | 1      | 5     |
| Francia       | 1   | 1     | 2      | 4     |
| Croacia       | 1   | 1     | 1      | 3     |
| Uruguay       | 1   | 0     | 0      | 1     |
| Países Bajos  | 0   | 1     | 1      | 2     |
| Bélgica       | 0   | 1     | 0      | 1     |
| Bulgaria      | 0   | 0     | 1      | 1     |
| Dinamarca     | 0   | 0     | 1      | 1     |
| Corea del Sur | 0   | 0     | 1      | 1     |
| España        | 0   | 0     | 1      | 1     |

### Otras elecciones
Antes de 1982 no se entregó ningún Balón de Oro, Plata o Bronce, sin embargo, numerosas veces se ha reconocido retrospectivamente a ciertos jugadores como ganador de alguno. En julio de 1966, France Football —patrocinador oficial del Balón de Oro y el Ballon d'Or— y L'Équipe escogieron a los mejores jugadores de la Copa Mundial de Fútbol de 1966, con Bobby Charlton en primer lugar. El sitio web oficial de la FIFA coincide en Charlton como ganador del Balón de Oro y en Eusébio como ganador del Balón de Bronce.
En julio de 1978, un grupo de 23 expertos internacionales compuesto de críticos, entrenadores y exjugadores escogieron cada uno a quienes eran, según su parecer, los cinco mejores jugadores de la edición de 1978 de la Copa Mundial. Mario Alberto Kempes fue el ganador, con Paolo Rossi en el segundo lugar, y Dirceu y Hans Krankl en el tercero, con los tres primeros acreditados por RSSSF y el sitio web oficial de la FIFA como Balón de Oro, Plata y Bronce, respectivamente.
En 2013 el historiador y estadístico nigeriano Ejikeme Ikwunze, también conocido como Mr. Football, presentó una lista de los mejores jugadores de cada Mundial en su libro World Cup (1930-2010): A Statistical Summary, consiguiendo la mayor atención entre las elecciones de expertos sobre los mejores jugadores hasta 1974. El trabajo forma parte de la librería oficial de la FIFA, y obtuvo reconocimiento por parte de sus expresidentes João Havelange y Joseph Blatter. Fuentes como Sports Illustrated y el autor Nick Holt han citado la misma lista, mientras que numerosos otros medios coinciden en varias de las elecciones, incluido el sitio web oficial de la FIFA, que ha catalogado como el «mejor jugador del torneo» a José Nasazzi y Didí, y ha llegado a adjudicar algún Balón a jugadores como Pelé (Oro y Plata), Johan Cruyff (Oro), Garrincha (Oro), Sándor Kocsis (Oro), Franz Beckenbauer (Plata), Josef Masopust (Plata), Fritz Walter (Bronce), Eusébio (Bronce) y György Sárosi (Bronce), aunque la oficialidad de estos galardones parece limitarse a meras menciones textuales.
| Copa Mundial             | Balón de Oro         | Balón de Plata           | Balón de Bronce      |
| ------------------------ | -------------------- | ------------------------ | -------------------- |
| Uruguay 1930             | José Nasazzi         | Guillermo Stábile        | José Leandro Andrade |
| Italia 1934              | Giuseppe Meazza      | Matthias Sindelar        | Oldřich Nejedlý      |
| Francia 1938             | Leônidas da Silva    | Silvio Piola             | György Sárosi        |
| Brasil 1950              | Zizinho              | Juan Alberto Schiaffino  | No seleccionado      |
| Suiza 1954               | Ferenc Puskás        | Sándor Kocsis            | Fritz Walter         |
| Suecia 1958              | Didí                 | Pelé                     | Just Fontaine        |
| Chile 1962               | Garrincha            | Josef Masopust           | Leonel Sánchez       |
| Inglaterra 1966          | Bobby Charlton       | Bobby Moore              | No seleccionado      |
| México 1970              | Pelé                 | Gérson de Oliveira Nunes | Gerd Müller          |
| Alemania Occidental 1974 | Johan Cruyff         | Franz Beckenbauer        | Kazimierz Deyna      |
| Argentina 1978           | Mario Alberto Kempes | Paolo Rossi              | No seleccionado      |

| Copa Mundial             | Balón de Oro         | Balón de Plata    | Balón de Bronce |
| ------------------------ | -------------------- | ----------------- | --------------- |
| Francia 1938             | —                    | —                 | György Sárosi   |
| Suiza 1954               | —                    | Sándor Kocsis     | Fritz Walter    |
| Suecia 1958              | Didí                 | Pelé              | —               |
| Chile 1962               | Garrincha            | Josef Masopust    | —               |
| Inglaterra 1966          | Bobby Charlton       | —                 | Eusébio         |
| México 1970              | Pelé                 | —                 | —               |
| Alemania Occidental 1974 | Johan Cruyff         | Franz Beckenbauer | —               |
| Argentina 1978           | Mario Alberto Kempes | Paolo Rossi       | Dirceu          |

## Bota de Oro
La Bota de Oro —o el Botín de Oro—, llamada «Bota de Oro Adidas» por motivos de patrocinio, es el premio otorgado al máximo goleador de cada edición de la Copa Mundial. El premio sería entregado por primera vez en la Copa Mundial de Fútbol de 1982, aunque la FIFA suele reconocer retrospectivamente como ganadores del premio a los goleadores de ediciones previas.
Debido a los errores en los registros de los primeros torneos, hay discrepancia sobre las cifras de algunos jugadores, en especial sobre la cantidad de goles anotados por Oldřich Nejedlý, Leônidas da Silva, Ademir y Dražan Jerković, entre otros. Ejemplo de ello es que solamente en noviembre de 2006, la FIFA reconoció oficialmente un quinto gol a Nejedlý, que le dejó como único máximo goleador de la Copa Mundial de Fútbol de 1934.
Solo en dos oportunidades el ganador de este trofeo ha logrado ganar el campeonato: el italiano Paolo Rossi en 1982 y el brasileño Ronaldo en 2002. Ambos además han sido los únicos en alcanzar el Balón de Oro, aunque solo Rossi obtuvo ambos en el mismo torneo.
En la Copa Mundial de Fútbol de 2006, fueron además instituidos el "botín de plata" y el "botín de bronce", para los jugadores en el segundo y tercer lugar de la clasificación de goleadores. Para esto, el criterio de selección se basa primeramente entre quien anota más goles, en segundo lugar por el mayor número de asistencias de gol y finalmente por quien menos minutos jugó.
| Máximo goleador          | Máximo goleador               | Máximo goleador | Máximo goleador                         | Máximo goleador | Máximo goleador          | Máximo goleador |
| Copa Mundial             | Bota de Oro                   | Goles           | Bota de Plata                           | Goles           | Bota de Bronce           | Goles           |
| ------------------------ | ----------------------------- | --------------- | --------------------------------------- | --------------- | ------------------------ | --------------- |
| España 1982              | Paolo Rossi                   | 6               | Karl-Heinz Rummenigge                   | 5               | Zico                     | 4               |
| México 1986              | Gary Lineker                  | 6               | Emilio Butragueño Careca Diego Maradona | 5               | Nadie                    | —               |
| Italia 1990              | Salvatore Schillaci           | 6               | Tomáš Skuhravý                          | 5               | Roger Milla Gary Lineker | 4               |
| Estados Unidos 1994      | Oleg Salenko Hristo Stoichkov | 6               | Nadie                                   | —               | Kennet Andersson Romário | 5               |
| Francia 1998             | Davor Šuker                   | 6               | Gabriel Batistuta Christian Vieri       | 5               | Nadie                    | —               |
| Corea del Sur/Japón 2002 | Ronaldo                       | 8               | Miroslav Klose Rivaldo                  | 5               | Nadie                    | —               |
| Alemania 2006            | Miroslav Klose                | 5               | Hernán Crespo                           | 3               | Ronaldo                  | 3               |
| Sudáfrica 2010           | Thomas Müller                 | 5               | David Villa                             | 5               | Wesley Sneijder          | 5               |
| Brasil 2014              | James Rodríguez               | 6               | Thomas Müller                           | 5               | Neymar                   | 4               |
| Rusia 2018               | Harry Kane                    | 6               | Antoine Griezmann                       | 4               | Romelu Lukaku            | 4               |
| Catar 2022               | Kylian Mbappé                 | 8               | Lionel Messi                            | 7               | Olivier Giroud           | 4               |

## Guante de Oro
El Guante de Oro se entrega al mejor portero del torneo. Este trofeo recibía el nombre de Premio Lev Yashin antes del Mundial de 2010, en honor al legendario portero soviético Lev Yashin.
| Ganadores del Premio Lev Yashin    | Ganadores del Premio Lev Yashin | Ganadores del Premio Lev Yashin |
| Copa Mundial                       | Portero Ganador                 | Selección                       |
| ---------------------------------- | ------------------------------- | ------------------------------- |
| Estados Unidos 1994                | Michel Preud'homme              | Bélgica                         |
| Francia 1998                       | Fabien Barthez                  | Francia                         |
| Corea Japón 2002                   | Oliver Kahn                     | Alemania                        |
| Alemania 2006                      | Gianluigi Buffon                | Italia                          |
| Ganadores del Premio Guante de Oro |                                 |                                 |
| Copa Mundial                       | Portero ganador                 | Selección                       |
| Sudáfrica 2010                     | Iker Casillas                   | España                          |
| Brasil 2014                        | Manuel Neuer                    | Alemania                        |
| Rusia 2018                         | Thibaut Courtois                | Bélgica                         |
| Catar 2022                         | Emiliano Martínez               | Argentina                       |

## Premio al Mejor Jugador Joven
Durante la Copa Mundial de Fútbol de 2006, la FIFA estableció oficialmente el "Premio Gillette al Mejor Jugador Joven" auspiciado por dicha empresa, como forma de premiar al mejor jugador participante en cada torneo menor de 21 años. El alemán Lukas Podolski fue su primer ganador tras derrotar a otros cinco semifinalistas. De los seis candidatos, tres fueron elegidos por una votación abierta en el sitio oficial del torneo, mientras otros tres fueron elegidos directamente por el Grupo de Estudios Técnicos de la FIFA.
En la Copa Mundial de Fútbol de 2010, el premio se llamó "Premio Hyundai al Mejor Jugador Joven".
Desde la Copa Mundial de Fútbol de 2014 el premio se denomina "Premio al Mejor Jugador Joven FIFA".
Como manera de otorgar la condecoración de forma retroactiva, la FIFA organizó una encuesta en internet para elegir al mejor jugador joven de todos los mundiales realizados entre 1958 y 2002. En la encuesta, se eligió ganador (con el 61% de los votos) al brasileño Pelé por su actuación en la Copa Mundial de Fútbol de 1958, mientras el segundo lugar (con un 10%) fue para el peruano Teófilo Cubillas, la revelación de México 1970. Michael Owen obtuvo el tercer lugar por su actuación en Francia 1998 con un 8% de los votos.
| Copa Mundial                                         | Jugador           | Equipo         |
| ---------------------------------------------------- | ----------------- | -------------- |
| Suecia 1958                                          | Pelé              | Brasil         |
| Chile 1962                                           | Flórián Albert    | Hungría        |
| Inglaterra 1966                                      | Franz Beckenbauer | Alemania Fed.  |
| México 1970                                          | Teófilo Cubillas  | Perú           |
| Alemania Fed. 1974                                   | Władysław Żmuda   | Polonia        |
| Argentina 1978                                       | Antonio Cabrini   | Italia         |
| España 1982                                          | Manuel Amoros     | Francia        |
| México 1986                                          | Enzo Scifo        | Bélgica        |
| Italia 1990                                          | Robert Prosinečki | Yugoslavia     |
| Estados Unidos 1994                                  | Marc Overmars     | Países Bajos   |
| Francia 1998                                         | Michael Owen      | Inglaterra     |
| Corea Japón 2002                                     | Landon Donovan    | Estados Unidos |
| Ganadores del Premio Gillette al Mejor Jugador Joven |                   |                |
| Alemania 2006                                        | Lukas Podolski    | Alemania       |
| Ganadores del Premio Hyundai al Mejor Jugador Joven  |                   |                |
| Sudáfrica 2010                                       | Thomas Müller     | Alemania       |
| Ganadores del Premio al Mejor Jugador Joven FIFA     |                   |                |
| Brasil 2014                                          | Paul Pogba        | Francia        |
| Rusia 2018                                           | Kylian Mbappé     | Francia        |
| Catar 2022                                           | Enzo Fernández    | Argentina      |

## Premio al Juego Limpio
El Premio Juego Limpio de la FIFA (FIFA Fair Play Trophy) se concede al equipo con el récord de juego limpio durante el campeonato. Para este premio, solo se consideran equipos que pasan a la segunda ronda.
| Copa Mundial                      | Equipo           |
| --------------------------------- | ---------------- |
| México 1970                       | Perú             |
| Alemania Fed. 1974                | Alemania Federal |
| Argentina 1978                    | Argentina        |
| España 1982                       | Brasil           |
| México 1986                       | Brasil           |
| Italia 1990                       | Inglaterra       |
| Estados Unidos 1994               | Brasil           |
| Francia 1998                      | Francia          |
| Francia 1998                      | Inglaterra       |
| Corea Japón 2002                  | Bélgica          |
| Alemania 2006                     | Brasil           |
| Alemania 2006                     | España           |
| Sudáfrica 2010                    | España           |
| Ganadores del Premio Juego Limpio |                  |
| Brasil 2014                       | Colombia         |
| Rusia 2018                        | España           |
| Catar 2022                        | Inglaterra       |

## Premio al Jugador del Partido
El Premio al Jugador del Partido, llamado «Jugador Budweiser del Partido» por motivos de patrocinio, es otorgado al jugador más destacado en cada partido del torneo desde 2002. Mientras que en las dos primeras ediciones en que se entregó el premio éste era decidido por un grupo técnico, desde 2010, cada Jugador del Partido es decidido por una encuesta en línea en el sitio web oficial de la FIFA.
| Copa Mundial             | Más veces jugador del partido                        | N.o |
| ------------------------ | ---------------------------------------------------- | --- |
| Corea del Sur/Japón 2002 | Rivaldo                                              | 3   |
| Alemania 2006            | Andrea Pirlo                                         | 3   |
| Sudáfrica 2010           | Wesley Sneijder                                      | 4   |
| Brasil 2014              | Lionel Messi                                         | 4   |
| Rusia 2018               | Antoine Griezmann Eden Hazard Harry Kane Luka Modrić | 3   |
| Catar 2022               | Lionel Messi                                         | 5   |

Premios totales
Al 18 de diciembre de 2022.
| N.o | Jugador           | Veces jugador del partido | Mundiales con premio   |
| --- | ----------------- | ------------------------- | ---------------------- |
| 1   | Lionel Messi      | 11                        | 2010, 2014, 2018, 2022 |
| 2   | Cristiano Ronaldo | 7                         | 2010, 2014, 2018, 2022 |
| 3   | Arjen Robben      | 6                         | 2006, 2010, 2014       |
| 3   | Luka Modrić       | 6                         | 2018, 2022             |
| 4   | Kylian Mbappé     | 5                         | 2018, 2022             |
| 4   | Luis Suárez       | 5                         | 2010, 2014, 2018       |
| 7   | Eden Hazard       | 4                         | 2014, 2018             |
| 7   | Keisuke Honda     | 4                         | 2010, 2014             |
| 7   | Harry Kane        | 4                         | 2018, 2022             |
| 7   | Miroslav Klose    | 4                         | 2002, 2006             |
| 7   | Thomas Müller     | 4                         | 2010, 2014             |
| 7   | Park Ji-sung      | 4                         | 2002, 2006, 2010       |
| 7   | James Rodríguez   | 4                         | 2014, 2018             |
| 7   | Wesley Sneijder   | 4                         | 2010                   |

Por selección
al 4 de diciembre de 2022.
| N.o | País           | Premios | Jugadores |
| --- | -------------- | ------- | --------- |
| 1   | Brasil         | 24      | 16        |
| 2   | Alemania       | 23      | 13        |
| 3   | Francia        | 20      | 11        |
| 4   | Argentina      | 18      | 9         |
| 4   | España         | 18      | 12        |
| 6   | Inglaterra     | 17      | 14        |
| 7   | Países Bajos   | 16      | 7         |
| 8   | México         | 14      | 11        |
| 9   | Estados Unidos | 13      | 8         |
| 9   | Portugal       | 13      | 7         |

## Premio al Equipo más Entretenido
El Premio al Equipo más Entretenido, oficialmente «Premio FIFA para el Equipo más Entretenido», fue, entre 1994 y 2006, otorgado mediante votación popular al equipo que más entretenimiento había dado a los espectadores.
| Copa Mundial             | Ganador       |
| ------------------------ | ------------- |
| Estados Unidos 1994      | Brasil        |
| Francia 1998             | Francia       |
| Corea del Sur/Japón 2002 | Corea del Sur |
| Alemania 2006            | Portugal      |

## Gol del Torneo
El premio al Gol del Torneo, llamado «Gol del Torneo Hyundai» o «Gol Hyundai del Torneo» por motivos de patrocinio, es, desde 2006, otorgado mediante votación popular en la página web oficial de la FIFA al gol que más gustó a los aficionados.
| Copa Mundial   | Autor           | Oponente  | Marcador | Resultado | Fase             | Ref.   |
| -------------- | --------------- | --------- | -------- | --------- | ---------------- | ------ |
| Alemania 2006  | Maxi Rodríguez  | México    | 2:1      | 2:1       | Octavos de final | [ 41 ] |
| Sudáfrica 2010 | Diego Forlán    | Alemania  | 2:1      | 2:3       | Tercer lugar     | [ 40 ] |
| Brasil 2014    | James Rodríguez | Uruguay   | 1:0      | 2:0       | Octavos de final | [ 40 ] |
| Rusia 2018     | Benjamin Pavard | Argentina | 2:2      | 4:3       | Octavos de final | [ 42 ] |
| Catar 2022     | Richarlison     | Serbia    | 2:0      | 2:0       | Fase de grupos   | [ 43 ] |

## Equipo de las Estrellas
El Equipo de las Estrellas fue una selección de los mejores jugadores de la fase final de cada Copa Mundial. Entre 1994 y 2006, la FIFA presentó una nómina oficial de los mejores jugadores del torneo según un grupo técnico especializado bajo el nombre de MasterCard All-Star Team.

### Premio oficial
| Copa Mundial             | Guardametas                           | Defensas                                                                                                | Centrocampistas                                                                                          | Delanteros                                                           | Suplentes                                                                                        |
| ------------------------ | ------------------------------------- | --- | --- | -------------------------------------------------------------------- | ------------------------------------------------------------------------------------------------ |
| Estados Unidos 1994      | Michel Preud'homme                    | Jorginho Márcio Santos Paolo Maldini                                                                    | Dunga Krasimir Balakov Gheorghe Hagi Tomas Brolin                                                        | Romário Hristo Stoichkov Roberto Baggio                              |                                                                                                  |
| Francia 1998             | Fabien Barthez José Luis Chilavert    | Roberto Carlos Marcel Desailly Lilian Thuram Frank de Boer Carlos Gamarra                               | Dunga Rivaldo Michael Laudrup Zinedine Zidane Edgar Davids                                               | Ronaldo Davor Šuker Brian Laudrup Dennis Bergkamp                    | Edwin van der Sar Juan Sebastián Verón Thierry Henry Jay-Jay Okocha Michael Owen Christian Vieri |
| Corea del Sur/Japón 2002 | Oliver Kahn Rüştü Reçber              | Roberto Carlos Sol Campbell Fernando Hierro Hong Myung-bo Alpay Özalan                                  | Rivaldo Ronaldinho Michael Ballack Claudio Reyna Yoo Sang-chul                                           | Ronaldo Miroslav Klose El Hadji Diouf Hasan Şaş                      | Iker Casillas Cafu Dietmar Hamann Joaquín Hidetoshi Nakata Landon Donovan Marc Wilmots           |
| Alemania 2006            | Gianluigi Buffon Jens Lehmann Ricardo | Roberto Ayala John Terry Lilian Thuram Philipp Lahm Fabio Cannavaro Gianluca Zambrotta Ricardo Carvalho | Zé Roberto Patrick Vieira Zinedine Zidane Michael Ballack Andrea Pirlo Gennaro Gattuso Luís Figo Maniche | Hernán Crespo Thierry Henry Miroslav Klose Luca Toni Francesco Totti |                                                                                                  |